# Haim Brézis
Haim Brézis (n. 1 iunie 1944, Riom-ès-Montagnes, Auvergne, Franța – d. 7 iulie 2024, Ierusalim, Palestina) a fost un matematician francez de origine română, specializat în analiză funcțională neliniară și în ecuații cu derivate parțiale neliniare, membru de onoare al Academiei Române (din 1993).

## Biografie
S-a născut în 1944 într-o familie evreiască ortodoxă. Tatăl său era originar din România, de unde a plecat în anii 1930, și străbunicul său era rabin la Ploiești. Pentru ca nu putea scrie la sâmbătă, ziua de Sabat, din motivul convingerilor religioase, a întâmpinat dificultăți pentru a trece concursul Școlii Normale Superioare, și în final nu a reușit. În consecință, a studiat la Universitatea Paris VI, unde a participat la cursurile lui Claude Chevalley, François Bruhat, Roger Godement și Laurent Schwartz. În anul 1971 și-a susținut teza de doctorat în topologie sub conducerea lui Gustave Choquet și Jacques-Louis Lions.
În 1972 a devenit profesor universitar la universitatea sa urmată, Paris VI, unde a lucrat întreaga carieră. Printre elevii săi s-a numărat Pierre-Louis Lions, fiul propriului său conducător de doctorat. A fost și profesor invitat la Universitatea Rutgers. În 1988 a devenit membru Academiei Franceze de Științe. În 2010 a fost numit doctor honoris causa al Universități „Alexandru Ioan Cuza” din Iași.

## Lucrări
A lucrat despre analiză funcțională neliniară și ecuații cu derivate parțiale neliniare, în special despre probleme geometrice, de pildă conjectura lui Rellich despre suprafețele de curbură mediană constantă, și despre probleme fizice, de pildă ecuații folosite în domeniul cristalelor lichide și al curenților turbionări în supraconductori. A scris patru cărți de matematică:
- Opérateurs maximaux monotones et semi-groupes de contractions dans les espaces de Hilbert (1973)
- Analyse fonctionnelle : théorie et applications (1983), tradus în romanește de Vicentiu Rădulescu sub titlul Analiză funcțională: teorie, metode și aplicații (2002)
- Ginzburg-Landau Vortices, cu Fabrice Béthuel și Frédéric Hélein (1994)
- Functional Analysis, Sobolev Spaces and PDEs (2010)